# Salón de la Fama del Béisbol Cubano
El Salón de la Fama del Béisbol Cubano es el salón de la fama que honra a los jugadores de béisbol de la Liga Cubana. Establecido el 21 de octubre de 1939, hasta 1960 se habían incluido a 68 jugadores cuyos nombres se muestran en una placa de mármol en La Habana, Estadio Latinoamericano.
Con la abolición del béisbol profesional en Cuba en 1961 y su sustitución por el sistema nacional de béisbol cubano amateur, la elección de nuevos miembros en Cuba cesó.

## Sede del Salón de la Fama
El 29 de diciembre se seleccionó como el Día del Béisbol Cubano, por ser esta la fecha de inicio del deporte nacional de forma organizada en 1878. Hay otra fecha muy importante también, la del 27 de diciembre de 1874, como la del primer juego documentado en la prensa cubana. El estadio Palmar de Junco de Matanzas tuvo ese privilegio, por ello los matanceros están solicitando la sede del Salón de la Fama cubano, otro argumento es que fue declarado Monumento Local, en 1979, y Monumento Nacional, en 1991.
Según Alfredo Santana Alonso, abogado e historiador del béisbol expone que en la actualidad no existe en el mundo ningún estadio en activo tan antiguo, como el Palmar de Junco, donde se practicó el béisbol en los períodos colonial, republicano y revolucionario, tanto amateurs como profesional, incluso Cooperstown, en Nueva York, solo se mantiene como museo del deporte.

## Refundado el salón de la Fama
El 7 de noviembre de 2014 se reanudaron la exaltaciones al Salón de la Fama del Béisbol Cubano después de 54 años siendo 10 los nuevos integrantes al grupo ya existente.

## Lista de nombres
| Año  | Nombre                           | Primera Posición | Liga Cubana Carrera | En los Estados Unidos     |  |
| ---- | -------------------------------- | ---------------- | ------------------- | ------------------------- |  |
| 1939 | Rafael Almeida                   | 3B               | 1904–1925           | Grandes Ligas             |  |
| 1939 | Luis (Anguilla) Bustamante       | SS               | 1901–1912           | Ligas Negras              |  |
| 1939 | Antonio María (El Inglés) García | 1B               | 1882–1905           | All Cubans                |  |
| 1939 | Gervasio González                | C                | 1902–1920           | Ligas Negras              |  |
| 1939 | Valentín (Sirique) González      | 2B               | 1890–1911           | Ligas Menores             |  |
| 1939 | Adolfo Luján                     | P                | 1882–1891           |                           |  |
| 1939 | Armando Marsans                  | OF               | 1905–1928           | Grandes Ligas             |  |
| 1939 | José de la Caridad Méndez        | P                | 1908–1927           | Ligas Negras              |  |
| 1939 | Carlos Royer                     | P                | 1892–1911           | All Cubans                |  |
| 1939 | Cristóbal Torriente              | OF               | 1913–1927           | Ligas Negras              |  |
| 1940 | Alfredo Arcaño                   | OF               | 1888–1909           | All Cubans                |  |
| 1940 | José (Joseíto) Muñoz             | P                | 1900–1914           | Ligas Negras              |  |
| 1941 | Regino (Mamelo) García           | C                | 1902–1913           | Ligas Negras              |  |
| 1941 | Emilio Sabourín                  | 2B               | 1878–1887           | Liga Cubana               |  |
| 1942 | Alfredo Cabrera                  | SS               | 1901–1920           | Grandes Ligas             |  |
| 1942 | Agustín (Tinti) Molina           | C                | 1894–1909           |                           |  |
| 1943 | Julián Castillo                  | 1B               | 1901–1913           | Ligas Negras              |  |
| 1943 | Heliodoro Hidalgo                | OF               | 1901–1916           | Ligas Negras              |  |
| 1943 | Luis (Mulo) Padrón               | OF               | 1900–1919           | Ligas Menores             |  |
| 1944 | Carlos Maciá                     | P                | 1885–1891           |                           |  |
| 1944 | Alejandro Oms                    | OF               | 1922–1946           | Ligas Negras              |  |
| 1945 | Bernardo Baró                    | OF               | 1915–1929           | Ligas Negras              |  |
| 1945 | Román Calzadilla                 | 3B               | 1889–1902           |                           |  |
| 1945 | Valentín Dreke                   | OF               | 1919–1928           | Ligas Negras              |  |
| 1945 | Carlos (Chino) Morán             | 3B               | 1900–1916           | Ligas Negras              |  |
| 1945 | Juan Manuel Pastoriza            | P                | 1889–1895           |                           |  |
| 1946 | Ricardo Cabaleiro                | OF               | 1890–1895           |                           |  |
| 1946 | Wenceslao Gálvez                 | SS               | 1885–1887           |                           |  |
| 1946 | Francisco A. Poyo                | C                | 1898–1900           |                           |  |
| 1946 | Arturo Valdés                    | P                | 1892–1902           |                           |  |
| 1946 | Rogelio Valdés                   | SS               | 1900–1914           | Ligas Negras              |  |
| 1948 | Juan Antiga                      | ?                | 1890–1892           |                           |  |
| 1948 | Jacinto Calvo                    | OF               | 1913–1927           | Grandes Ligas             |  |
| 1948 | Nemesio Guilló                   | OF               | 1878–1883           |                           |  |
| 1948 | Rafael Hernández                 | OF               | 1885–1898           |                           |  |
| 1948 | Antonio (Antoñico) Mesa          | 3B               | 1903-1905           |                           |  |
| 1948 | Tomás (Italiano) Romañach        | SS               | 1910–1919           | Ligas Menores             |  |
| 1949 | Pelayo Chacón                    | SS               | 1908–1932           | Ligas Negras              |  |
| 1949 | Julio (El Cartero) López         | OF               | 1888–1900           | All Cubans                |  |
| 1949 | Eduardo Machado                  | SS               | 1888–1892           |                           |  |
| 1949 | Gonzalo Sánchez                  | C                | 1903–1911           | All Cubans                |  |
| 1949 | Manuel Villa                     | OF               | 1908–1920           | Ligas Negras              |  |
| 1950 | Manuel (Manolo) Cueto            | 3B               | 1912–1933           | Grandes Ligas             |  |
| 1950 | Rafael Figarola                  | C                | 1906–1919           | Ligas Negras              |  |
| 1950 | Eustaquio Gutiérrez              | OF               | 1914–1916           | Ligas Menores             |  |
| 1950 | Eugenio Jiménez                  | ?                | 1897–1902           |                           |  |
| 1950 | Ricardo Martínez                 | SS               | 1878–1891           |                           |  |
| 1951 | Alfredo Arango                   | OF               | 1885–1891           |                           |  |
| 1951 | Martín Dihigo                    | P                | 1922–1947           | Ligas Negras              |  |
| 1951 | Bienvenido (Pata Jorobá) Jiménez | 2B               | 1913–1929           | Ligas Negras              |  |
| 1951 | José (Joseíto) Rodríguez         | 1B               | 1914–1939           | Grandes Ligas             |  |
| 1951 | José María Teuma                 | OF               | 1882–1889           |                           |  |
| 1953 | Moisés Quintero                  | C                | 1887–1905           | All Cubans                |  |
| 1953 | Juan Violá                       | OF               | 1903–1915           | Ligas Menores             |  |
| 1953 | Carlos Zaldo                     | SS               | 1878–1880           |                           |  |
| 1954 | Emilio Palmero                   | P                | 1913–1929           | Grandes Ligas             |  |
| 1954 | Pablo Ronquillo                  | OF               | 1885–1891           |                           |  |
| 1955 | Baldomero (Merito) Acosta        | OF               | 1913–1925           | Grandes Ligas             |  |
| 1955 | Miguel Angel González            | C                | 1910–1936           | Grandes Ligas             |  |
| 1956 | Isidro Fabré                     | P                | 1918–1939           | Ligas Negras              |  |
| 1956 | Emilio Palomino                  | OF               | 1901–1913           | All Cubans                |  |
| 1957 | Adolfo Luque                     | P                | 1912–1945           | Grandes Ligas             |  |
| 1958 | José (Acostica) Acosta           | P                | 1912–1930           | Grandes Ligas             |  |
| 1958 | Lázaro Salazar                   | 1B               | 1930–1948           | Ligas Negras              |  |
| 1959 | Ramón Bragaña                    | P                | 1926–1948           | Ligas Negras              |  |
| 1959 | Armando Cabañas                  | 2B               | 1900–1916           | Ligas Negras              |  |
| 1960 | Tomás de la Cruz                 | P                | 1934–1947           | Grandes Ligas             |  |
| 1960 | Oscar Rodríguez                  | 2B               | 1918–1939           | Ligas Menores             |  |
| 2014 | Conrado Marrero                  | P                | 1946-1957           | Liga Cubana de Béisbol    |  |
| 2014 | Orestes «Minnie» Miñoso          | OF               | 1945-1961           | Liga Cubana de Béisbol    |  |
| 2014 | Camilo Pascual                   | P                | 1952-1961           | Liga Cubana de Béisbol    |  |
| 2014 | Amado Maestri                    | A                | 1936-1962           | Liga Cubana de Béisbol    |  |
| 2014 | Esteban Bellán                   | OF               | 1878-1886           | Liga Cubana de Béisbol    |  |
| 2014 | Omar Linares                     | 3B               | 1982-2002           | Serie Nacional de Béisbol |  |
| 2014 | Antonio Muñoz                    | 1B               | 1968-1990           | Serie Nacional de Béisbol |  |
| 2014 | Orestes Kindelán                 | BD               | 1981-2002           | Serie Nacional de Béisbol |  |
| 2014 | Luis Giraldo Casanova            | LF               | 1974-1991           | Serie Nacional de Béisbol |  |
| 2014 | Braudilio Vinent                 | P                | 1967-1987           | Serie Nacional de Béisbol |  |
| 2020 | Pedro José Rodríguez             | 3B               | 1934-1991           | Serie Nacional de Béisbol |  |
| 2020 | Pedro José Rodríguez             | 3B               | 1934-1991           | Serie Nacional de Béisbol |  |
| 2020 | Julio Germán Fernández           | 1B               | 1980-1999           | Serie Nacional de Béisbol |  |
| 2020 | Zoilo Versalles                  | 2B, 3B, SS       | 1959-1971           | Grandes Ligas             |  |
| 2020 | Roberto Barbón                   | 2B, 3B, SS       | 1955-1965           | NPB                       |  |
| 2021 | Rogelio García                   | P                | 1974-1990           | Serie Nacional de Béisbol |  |
| 2021 | Armando Capiró                   | LF               | 1967-1981           | Serie Nacional de Béisbol |  |
| 2021 | Andrés Antonio González          | CF               | 1960-1971           | Grandes Ligas             |  |
| 2021 | Mariano Álvarez                  | 2B               | 1962-1967           | Serie Nacional de Béisbol |  |